# 閬中銅鐘
閬中銅鐘位於四川省南充專區閬中縣城內縣人民委員會內，鑄於武周長安四年。1956年8月16日公佈為四川省第一批歷史及革命文物保護單位。文革後存閬中縣文化館，1980年7月7日重新公佈為四川省第一批文物保護單位時註銷。
洪鐘原懸掛於閬中清遠樓，清乾隆三十年江權移掛於署衙。文革破四舊時，有人企圖砸爛賣銅，將掛耳損壞，虎紐已失。現作為館藏文物置放在閬中張桓侯廟敵萬樓內供人鑑賞。

## 歷史
長安四年，合州慶林觀（現濮巖寺、定林寺）主蒲真應為取寵於武則天而鑄造該口銅鐘，因太重，由陸路運往長安太困難，遂由水路溯嘉陵江運往長安，運至保寧府（今閬中）時，傳來丞相張柬之等殺武后內寵，擁中宗李顯即位的消息，蒲真應覺得現在送鍾已無必要，返回又嫌太重．遂棄置於閬中。